# Troubas Kater

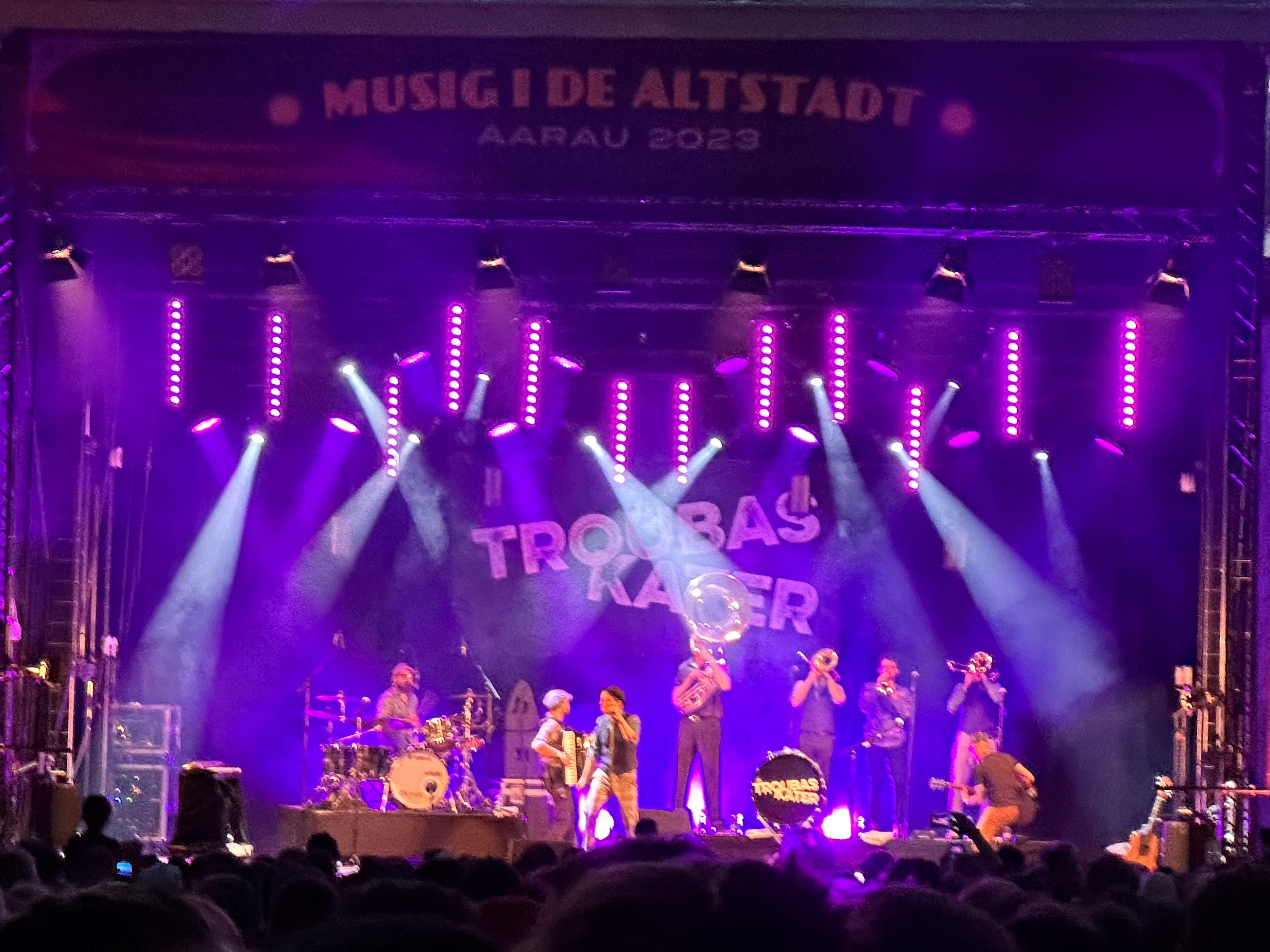
Troubas Kater am Musig i de Altstadt 2023 in Aarau

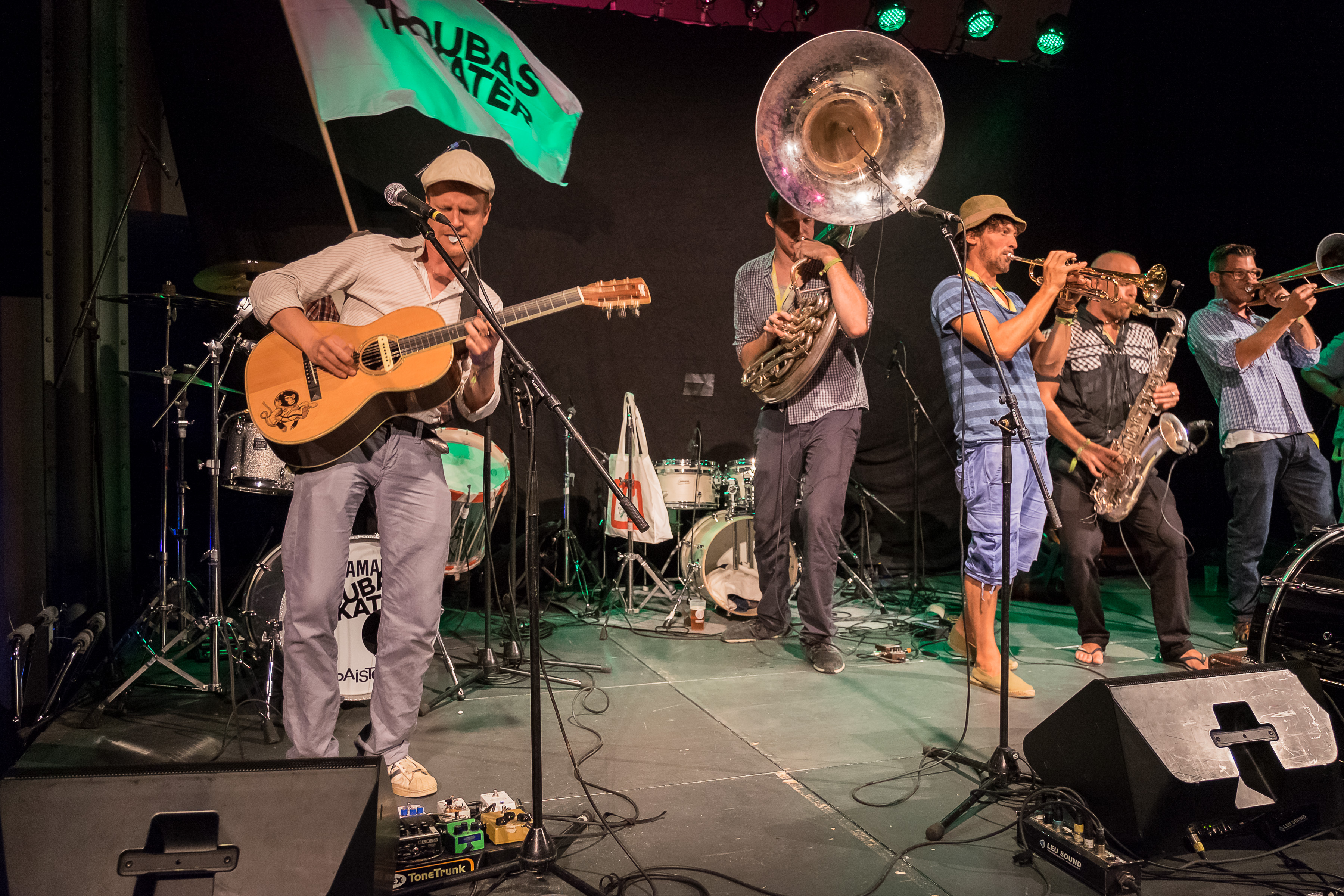
Troubas Kater im Buskershaus, 12. Buskers Bern, 2015

Troubas Kater sind eine Schweizer Mundart-Band aus Bern. Die ursprünglich für Strassenmusik geplante Formation um Rapper und Sänger QC wurde 2015 gegründet. 

## Bandgeschichte
Die Band wurde 2015 in Bern gegründet. Der Bandname besteht aus zwei Teilen: Troubas ist ein Wort-Verschnitt aus den Einflussbereichen der Band, u. a. die Wörter Tuba, Trompete, Troubadour kommen darin vor. Das Wort Kater rührt daher, dass QC vor der Bandgründung eine einjährige Auszeit nahm, nach dessen Rückkehr er seinen Gefühlszustand als Kater beschrieb. Die Band gründete er, um seine Eindrücke der Weltreise durch Nord-, Mittel- und Südamerika zu verarbeiten. QC ist aufgefallen, dass viele Regionen auf der Welt Bands mit einem ganz eigenen, für die Region charakteristischen Sound aufweisen. Die Überlegung, wie denn die seinige Region (Bern, Seeland) klinge, gab den Anstoss für die Band.
Der Gitarrist und Produzent Matthias Urech nahm die Idee auf und half bei der Suche nach einer passenden Besetzung von Musikern. Zusammen mit QC produzierte er die ersten Songs der neuen Truppe. Danach wollte die Band vor allem als Strassenmusiker auftreten, erhielt aber nach wenigen Auftritten bereits Angebote für Konzerte an Festivals.
Am 31. Oktober 2015 erschien das Debüt-Album von Troubas Kater mit dem Titel Verdammte Novämber. Kurz darauf, im Januar 2016, wurde die Band als Best Talent für den Swiss Music Award nominiert.
Am 7. April 2017 erschien das zweite Album mit dem Titel Aber morn…. 

## Mitglieder
- QC (Markus Sollberger, * 24. August 1984) Ist der Frontsänger und Rapper der Band. Er schreibt sämtliche Texte und komponiert Songs für die Band.
- Matthias Urech (* 9. Mai 1981) Ist Gitarrist und Produzent der ersten beiden Alben der Band. Er komponiert ebenfalls Songs für die Band.
- Weitere Bandmitglieder und Besetzung: 
  - Alexander Balajew, Schlagzeug
  - Jürg Lerch, Tuba, Sousaphon
  - Kaspar Eggimann, Akkordeon
  - Mark Oberholzer, Trompete
  - Simon Hirsiger, Posaune
  - Maro Widmer, Posaune

## Stil
Die Einflüsse der Band sind einerseits Nord- und Südamerikanische Brass Bands sowie Folk und Bluegrass aus den Südstaaten. Andererseits spielen Berner Troubadours und Französisches Chanson eine prägende Rolle. Diese Einflüsse werden gemischt mit Pop-, Hiphop- und Rock-Elementen. Die charakteristische Instrumentierung der Band besteht aus Akkordeon, akustischer Gitarre, Trompete, Posaune, Sousaphon und Schlagzeug.

## Diskografie

### Alben & EPs
- Verdammte Novämber (2015)
- Aber morn… (2017)
- Iz eifach nid abe luege (2020)
- Tornado Sessions EP (2022)
- Karma & Kaviar (2023)
- Katergold (2025)

### Lieder
- Latvia (2015)
- Säg kes Wort (2015)
- Bi nid so (2015)
- Mach Fähler (2015)
- Dr Gloon (erschienen auf der Mani Matter Compilation "Und so blibt no sys Lied", 2016)
- Aus Egau (2017)
- Tag im April (2017)
- Härz:Bluet:Louf (2020)
- Flügendi Insle (2020)
- Wie? Aber was? (2022)
- Panta Rhei (2024)